# Baltic Horse Show
Die Baltic Horse Show war ein internationales Reitturnier, das bis zum Jahr 2016 jährlich im Oktober in der Sparkassen-Arena in Kiel stattfand.

## Das Turnier
Die Baltic Horse Show galt als eines der größten Reitturniere Norddeutschlands. Das Turnier feierte im Jahr 2014 sein 25. Jubiläum. Das Programm umfasste nationale und internationale Springprüfungen, nationale Dressurprüfungen bis zur Grand Prix Kür sowie Fahrprüfungen.
Nachdem zuletzt im Jahr 2003 ein internationales CSI 3*-Springreitturnier ausgetragen wurde, fanden die Springprüfungen dann drei Jahre lang national ausgeschrieben statt. Mit dem Jahr 2008 wurde wieder ein internationales CSI 4*-Turnier durchgeführt. Ab dem Jahr 2009 wurden die Voltigierprüfungen, welche 2008 Teil des Showprogramms waren, international ausgeschrieben. Im Jahr 2011 wurde das Turnier als CSI 3*, CSIYH 1* (junge Springpferde) und offiziell als CVI-W (Voltigier-Weltcupturnier) durchgeführt.
Medienpartner des Turniers waren die Kieler Nachrichten und das Landesprogramm des Norddeutschen Rundfunks. Der deutsche IPTV-Sender ClipMyHorse übertrug ab 2010 die Prüfungen des Turniers live, seit dem Jahr 2012 zeigt der TV-Sender Sport1 Hauptprüfungen des Turniers in seinem Programm. Bis 2011 zeigte das NDR Fernsehen jährlich zumeist je eine Prüfung am Samstag und Sonntag.
Im Juni 2017 wurde vom Veranstalter bekannt gegeben, dass das Turnier nicht wie geplant, im Oktober stattfinden wird und auch keine weiteren Auflagen der Baltic Horse Show für die Zukunft geplant sind. Als Grund für die Absage wurde unter anderem ein geplanter Hotelneubau angegeben, der die Durchführung weiter erschweren wird.

### Programmaufbau
Der Donnerstag war der erste Turniertag. Neben mehreren Einlaufprüfungen wurde jeweils am Abend das Eröffnungskonzert der Baltic Horse Show durch das Philharmonische Orchester Kiel im Kieler Schloss veranstaltet.
Der Freitag war in zwei Veranstaltungsabschnitte geteilt und dauerte bis etwa Mitternacht an. Hauptprüfung des Tages war die Finalprüfung das „Holsteiner Masters/Lotto 3plus 1-Finale“. Es handelte sich dabei um das Finale einer nationalen Prüfungsserie in Schleswig-Holstein.
Auch der Samstag war programmmäßig geteilt und zog sich oft bis nach Mitternacht, so 2007 mit einem KO-Springen bis 0:15 Uhr. 2010 und 2011 war der Spätabend der Finalprüfung der Voltigierer vorbehalten. Der erste Tagesabschnitt hingegen war den jungen Pferden gewidmet, Höhepunkt ist der „Holsteiner Masters Zukunftspreis“, eine mit 10.000 € dotierte Springprüfung mit 6-jährigen Holsteiner Springpferde.
Der Sonntag bildete den Abschluss des Turniers. Zu Beginn dieses Tages fanden Dressurprüfungen statt. Neben einer Prüfung der Klasse L wurde 2011 erstmals eine Grand Prix Kür ausgeschrieben, nachdem es seit 2008 eine Dressurkür (Publikumspreis) als Schaunummer gab. Am frühen Nachmittag fand dann der Große Preis von Schleswig-Holstein, Hauptprüfung der Springreiter, statt. Zudem wurde das Finale der über die Tage im Rahmen des Showprogramms ausgetragene „Fahrduell“ hier ausgerichtet, eine Fahr-Mannschaftsprüfung mit Zwei- und Vierspännern.

## Ergebnisse

### Lotto 3plus 1-Finale
Das Lotto 3plus 1-Finale war eine national ausgeschriebene Springprüfung mit Stechen der Klasse S**. Die Prüfung war im Jahr 2015 mit 5.000 € dotiert und wird seit 2007 durchgeführt. Bis 2010 war die Prüfung als Springprüfung der Klasse S*** mit einem Preisgeld von 10.000 € ausgeschrieben.
Der Sieger der Holsteiner Masters/Lotto 3plus 1-Gesamtwertung wurde anhand von Wertungspunkten ermittelt, die bei den Wertungsprüfungen und in der Finalprüfung (in der es doppelte Punkte gibt) vergeben werden. Die besten drei Reiter der Gesamtwertung qualifizierten sich für die internationale Tour der Baltic Horse Show.
Sieger Finalprüfung:
| - 2007: Lars Bak Andersen mit Boritas - 2008: Christian Straub mit Lilly Marleen - 2009: Jörg Kreutzmann mit Goshawk - 2010: Jörg Naeve mit Talina - 2011: Thomas Kleis mit Questa Vittoria |  |  | - 2012: Nisse Lüneburg mit Westbridge - 2013: Lars Bak Andersen mit Cashflow - 2014: Lars Bak Andersen mit Nora - 2015: Lars Bak Andersen mit Wicona - 2016: Lars Bak Andersen mit Queens Dancer |

Sieger Gesamtwertung:
| - 2007: Jörg Naeve – 116 Punkte - 2008: Jörg Naeve – 114 Punkte - 2009: Janne Friederike Meyer – 111 Punkte - 2010: Jörg Naeve – 126 Punkte - 2011: Christopher Frazer – 88 Punkte |  |  | - 2012: Volkert Naeve – 91 Punkte - 2013: Inga Czwalina – 107 Punkte - 2014: Nisse Lüneburg – 115 Punkte - 2015: Alejandro Merli Soler – 105 Punkte - 2015: Christian Hess – 86 Punkte |

### Holsteiner Masters Zukunftspreis
Der Holsteiner Masters Zukunftspreis war der Saisonabschluss für die sechsjährigen Springpferde aus der Holsteiner Zucht. Zu bewältigen war hier ein international ausgeschriebener Parcours auf Niveau einer Prüfung der Klasse M mit Hindernishöhen bis 1,35 Meter. Die ab 2004 durchgeführte Springprüfung mit Stechen war seit 2011 Teil des neu ausgeschriebenen CSIYH 1*.
Sieger:
| - 2004: Felix Haßmann mit Carefina - 2005: Florian Meyer zu Hartum mit Oxygene - 2006: Richard Robinson mit Carlucci - 2007: Philipp Weishaupt mit Lamour - 2008: Carsten-Otto Nagel mit Loriot K - 2009: Thomas Voß mit Catcher - 2010: Willem Greve mit Carambole |  |  | - 2011: Mario Stevens mit Que Pasa - 2012: Markus Renzel mit Südwind's Whisper - 2013: Christian Hess mit Carl Louis - 2014: Alejandro Merli Soler mit Boris - 2015: Gert-Jan Bruggink mit Cindy - 2016: Philip Loven mit Lodovicus |

### Voltigier-Weltcupprüfung
Eine Weltcupprüfung der Voltigierer wurde im Jahr 2011 bei der Baltic Horse Show ausgetragen. Neben der Dressurweltcupprüfung in Neumünster war dies die einzige Weltcupprüfung im Pferdesport in Schleswig-Holstein. Die Weltcupprüfung bestand aus zwei Küren. Beide Prüfungen werden getrennt nach Geschlechtern durchgeführt. Die zwei Sieger werden aus dem Durchschnitt der Kürwertungen ermittelt. Bereits in den Jahren 2009 und 2010 wurden Voltigierprüfung mit demselben Aufbau durchgeführt.
Im Jahr 2012 wurden die Voltigierprüfungen aus dem Programm gestrichen, da die Resonanz laut Veranstalterangaben nicht groß genug gewesen sei.
Sieger:
| Damen: - 2009: Sarah Kay mit What's That, Longenführerin: Andrea Kay - 2010: Sarah Kay mit Caveman, Longenführerin: Marion Rautenberg - 2011: Sarah Kay mit What's That, Longenführerin: Andrea Kay |  |  |  |  |  |  | Herren: - 2009: Kai Vorberg mit Sir Bernhard RS v.d. Wintermühle, Longenführerin: Kirsten Graf - 2010: Patric Looser mit Flashlight RS v.d. Wintermühle, Longenführerin: Alexandra Knauf - 2011: Thomas Brüsewitz mit Gustafsson, Longenführer: Lars Hansen |

### Grand Prix Kür
Im Rahmen der Dressur Matinée, die am Sonntagmorgen stattfand, wurde seit 2011 eine Grand Prix Kür durchgeführt. Die Teilnehmer qualifizierten sich für diese Prüfung über Erfolge in ausgewählten Dressurprüfungen in Schleswig-Holstein. Die Prüfung war im Jahr 2013 mit 7500 € dotiert.
| - 2011: Alexandra Bimschas mit Dick Tracy (75,417 %) - 2012: Alexandra Bimschas mit Dick Tracy (74,583 %) - 2013: Alexandra Bimschas mit Dick Tracy (74,800 %) - 2014: Annabel Frenzen mit Cristobal (77,700 %) - 2015: Isabell Werth mit El Santo NRW (82,160 %) - 2016: Andrea Timpe mit Don Darwin (77,575 %) |

### Großer Preis
Der Große Preis war die höchstdotierte Prüfung der Baltic Horse Show, im Jahr 2015 betrug das Preisgeld 44.500 €. Er wurde am Sonntagmittag oder -nachmittag ausgetragen. Es handelte sich hierbei um eine internationale Springprüfung mit Stechen.
Sieger:
| - 2002: Johannes Ehning mit Carmen - 2003: Lars Nieberg mit Loreana - 2004: Tjark Nagel mit Cash - 2005: Inga Czwalina mit Helena - 2006: Alois Pollmann-Schweckhorst mit Candy - 2007: Franke Sloothaak mit Aquino - 2008: Johannes Ehning mit Salvador V - 2009: Cameron Hanley mit Livello - 2010: Douglas Lindelöw mit Talina |  |  | - 2011: Gert-Jan Bruggink mit Wings - 2012: Gert-Jan Bruggink mit Cash Junior - 2013: Robert Whitaker mit Catwalk - 2014: Jörg Naeve mit Cashflow - 2015: Hans-Thorben Rüder mit Orlanda - 2016: Lars Bak Andersen mit Carrasco |